# Boy (Automarke)
Boy war eine brasilianische Automarke.

## Markengeschichte
Ein Unternehmen aus Araranguá begann 2005 mit der Produktion von Automobilen. Der Markenname lautete Boy. 2010 endete die Produktion. Die Verbindung zu Engeplus ist unklar.

## Fahrzeuge
Das einzige Modell war ein VW-Buggy. Die offene Karosserie hatte keine Türen. Auffallend waren die vorderen Scheinwerfer, die freistehend montiert waren, sowie die Rohrstoßstangen. Hinter den Vordersitzen war eine Überrollvorrichtung.